# Auchterhouse Castle

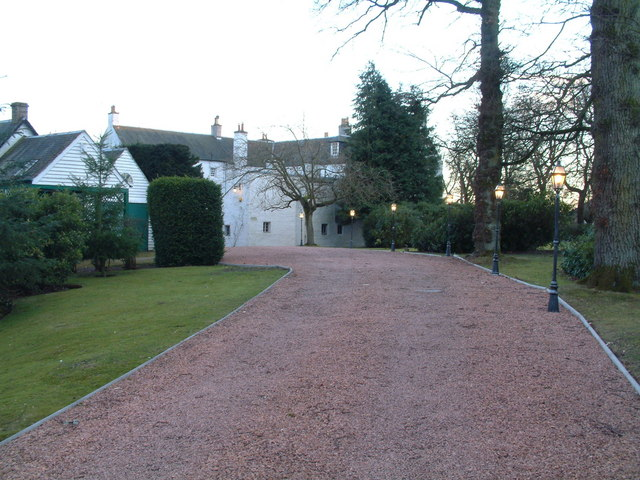
Auchterhouse Old Mansion House mit den Resten des alten Auchterhouse Castle

Auchterhouse Castle ist eine Burg nordwestlich von Dundee in der schottischen Council Area Angus.

## Geschichte

### Ursprüngliche Burg
Die ursprüngliche Burg stammte aus dem 13. Jahrhundert und bestand aus Mauern, Türmen und einem Donjon. Es befand sich vermutlich im Eigentum der Familie Ramsay, die den erblichen Titel des Sheriff of Angus innehatten. Sir William Wallace soll in der Burg geweilt haben und einer der Türme wurde nach ihm Wallace Tower benannt. König Eduard I. von England verbrachte am 20. Juli 1303 eine Nacht auf Auchterhouse Castle. 1489 kam das Anwesen in den Besitz von James Stewart, 1. Earl of Buchan, der den Titel eines Lord Auchterhouse trug und der Onkel von König Jakob III. war.

### Wohnturm
Später erbte James Erskine, der 7. Earl of Buchan die Burg. Er ließ im 17. Jahrhundert in der ursprünglichen Burg einen Wohnturm errichten.

### Herrenhaus
Um den Wohnturm entstand das heute noch existierende Herrenhaus, Auchterhouse Old Mansion House.

## Heute
Das alte Herrenhaus ist heute ein Hotel. Historic Scotland hat es als historisches Bauwerk der Kategorie B gelistet. Der Wallace Tower der alten Burg gilt heute als Scheduled Monument.